# Inhibiteur calcique
Pour les articles homonymes, voir BCC.
Les inhibiteurs calciques ou antagonistes du calcium ou bloqueurs des canaux calciques (BCC) sont des molécules de natures chimiques diverses mais essentiellement d’origine pyridinique. Ils sont indiqués dans le traitement de troubles cardiaques divers tels que l'angine de poitrine, les arythmies, l’hypertension artérielle. Ces composés sont classés en deux groupes selon leurs sites d’action. Ils agissent au niveau des canaux calciques voltage-dépendants en freinant l’entrée normale d'ions calcium au niveau des cellules musculaires lisses vasculaires et striées cardiaques. Des effets indésirables ont été décrits ainsi que quelques cas d’intoxications sévères.

## Classification

### Molécules à effets vasculaires dominants
Ces médicaments de la classe des dihydropyridines se fixent sur les canaux calciques voltage-dépendants lents (ou de type L), lesquels sont ainsi inactivés. Ces canaux sont situés sur les muscles lisses vasculaires et cardiaques ainsi que sur d’autres tissus. Ces molécules ont un effet vasodilatateur artériel périphérique et coronarien prépondérant mais une activité infime sur la conduction du tissu cardiaque. Aussi on constate une baisse de la pression artérielle sans modification du rythme cardiaque. Ainsi, il existe par exemple une molécule de cette classe, la nimodipine, qui permet de traiter les spasmes vasculaires cérébraux à la suite d'une hémorragie méningée.
Principales classes de ces composés : nifédipine, amlodipine, félodipine, isradipine, lacidipine, nicardipine, nitrendipine.

### Molécules à effets vasculaires et cardiaques
Les benzothiazépines et les phénylalkylamines agissent sur les canaux calciques voltage-dépendants L activés. Ces molécules ont les mêmes effets que les dihydropyridines au niveau vasculaire. Toutefois, elles ont aussi un effet sur le centre rythmogène cardiaque. Elles provoquent une diminution de la fréquence des potentiels d'action au niveau du nœud sinusal et aussi un ralentissement de la conduction intracardiaque au niveau du nœud auriculo-ventriculaire et du faisceau de His. Ces diverses interactions entraînent une baisse de la pression artérielle en modifiant la fréquence cardiaque et la résistance périphérique des vaisseaux sanguins.
Quelques exemples de molécules - phénylalkylamines (Vérapamil) ; benzothiazepines (Diltiazem).
Le Bépridil est une molécule au pouvoir anti-arythmique et anti-angineux très puissant mais sa prescription nécessite une étroite surveillance.

### Bloqueurs de canaux calciques
Les antagonistes du calcium freinent l'entrée du calcium dans les cellules, surtout au niveau du système cardio-vasculaire, mais les différentes classes exercent toutefois des effets sensiblement différents.
- Phénylalcylamines
  - Gallopamil
  - Le vérapamil diminue aussi bien la fréquence (effet chronotrope négatif), la contractilité (effet inotrope négatif) et la conductibilité cardiaques (effet dromotrope négatif) que la contraction des muscles lisses vasculaires.
- Les dihydropyridines ont surtout un effet vasodilatateur et moins d'effet sur le cœur. 
  - Amlodipine
  - Barnidipine
  - Félodipine
  - Isradipine
  - Lacidipine
  - Lercanidipine
  - Nicardipine
  - Nifédipine
  - Nimodipine
  - Nisoldipine
  - Nitrendipine
- Dérivés de la benzothiazépine
  - Le diltiazem a des effets intermédiaires entre ceux du vérapamil et ceux des dihydropyridines.

A part est l'etripamil, un inhibiteur calcique qui peut s'administrer par spray intranasal et qui est en cours de développement pour le traitement des crises de tachycardie supraventriculaire.

## Métabolisme
Ils sont métabolisés par le cytochrome P450 3A4. Tout inhibiteur de ce cytochrome (comme les imidazoles, certains médicaments antirétroviraux, la clarithromycine, l'érythromycine ou le jus de pamplemousse) augmente donc la concentration sanguine avec un risque de surdosage.

## Propriétés pharmacologiques
Les inhibiteurs calciques se fixent sur les canaux calciques voltages lents (type L). Ces canaux contrôlent le gradient électrochimique existant du fait de la différence de concentration en calcium extracellulaire 10 000 fois plus élevée que dans le milieu intracellulaire. Les canaux passent de l’état fermé à ouvert grâce à un potentiel membranaire dépolarisant créé par la libération d’acétylcholine par la synapse au niveau d’une jonction neuromusculaire. Cette libération intracellulaire de calcium libère les sites de fixation de l’actine à la myosine et entraîne une contraction des muscles. Ils sont ainsi responsables de l’automatisme cardiaque au niveau du nœud sinusal auriculo-ventriculaire et du faisceau de His, mais aussi du tonus vasoconstricteur, car les canaux sont majoritairement présents au niveau de l’appareil cardiovasculaire. 
Quand les inhibiteurs se fixent sur les canaux, ils limitent la libération de calcium par les pores des canaux et limitent donc la contraction musculaire.
- Les dihydropyridines ont une grande affinité pour les canaux inactivés, particulièrement présents sur les cellules musculaires lisses du fait de leur dépolarisation prolongée.
- Inversement, les benzothiazépines et phenylalkylamines agissent sur les récepteurs activés, particulièrement présents sur le myocarde et ses tissus de conductions.

Ceci permet d’expliquer les sites d’action des différents inhibiteurs calciques.

## Indications thérapeutiques

### Traitement de l’hypertension artérielle
Les inhibiteurs calciques entraînent une vasodilatation diminuant la résistance périphérique et donc une baisse de la pression artérielle.
Ils peuvent être utilisés seuls ou en association avec des β-bloquants (Atenolol) ou avec des inhibiteurs de l'enzyme de conversion.

### Prévention de l’angine de poitrine
L’angine de poitrine est une douleur thoracique qui apparaît lors d’un effort et disparaît lors de l’arrêt de cet effort. C’est un symptôme de l’ischémie du myocarde. 
Les inhibiteurs calciques permettent de diminuer les spasmes coronariens entraînant des ischémies ou des douleurs thoraciques.

### Arythmies
Les inhibiteurs calciques servent à diminuer la fréquence cardiaque en agissant sur le centre rythmogène du cœur.

### Syndrome de Raynaud
Il s’agit d’un rétrécissement des petites artères des extrémités du corps qui n'est pas dû au froid.
Ce problème peut être pallié par la vasodilatation périphérique que provoquent les inhibiteurs calciques.

## Effets indésirables

### Effets secondaires
Les dihydropyridines doivent leurs effets néfastes à la vasodilatation périphérique. Ce sont les inhibiteurs calciques causant le plus d’effets secondaires. Ils peuvent entraîner un flush de la face, des céphalées, des œdèmes des membres inférieurs.
Les benzothiazépines et les phenylalkylamines peuvent troubler la conduction auriculo-ventriculaire ou sino-auriculaire et donc causer un bloc auriculo-ventriculaire (défaut de conduction entre l’oreillette et le ventricule pouvant amener à une arythmie).
Les phenylalkylamines peuvent aussi causer des constipations de par leur fixation sur le muscle lisse intestinal.
Les inhibiteurs calciques sont déconseillés chez la femme enceinte.
Il semble exister une corrélation entre l'emploi d'inhibiteurs calciques à long terme chez la femme et la survenue d'un cancer du sein.

### Intoxication
Les intoxications aiguës sont rares, mais, aux États-Unis, l’intoxication par les inhibiteurs calciques représente environ 30 % de l’ensemble des intoxications par cardiotoxiques.
Ces intoxications sont dues souvent à une dose mal adaptée aux patients ayant parfois une pathologie sous-jacente. La conséquence est un collapsus conduisant à une hypoperfusion tissulaire. Ceci peut engendrer des troubles mentaux, des convulsions, des détresses respiratoires, etc.
Ces troubles sont traités chacun selon leur symptomatologie, mais, en règle générale, on pratique un traitement par le charbon actif (détoxifiant), une trachéotomie (insuffisance respiratoire) et de l’adrénaline (bradycardie).

## Interactions
Le jus de pamplemousse augmente l'efficacité de la félodipine, nicardipine et nifédipine mais ne joue pas sur le métabolisme de l'amlodipine.